# Machaerina preissii
Machaerina preissii är en halvgräsart som först beskrevs av Christian Gottfried Daniel Nees von Esenbeck, och fick sitt nu gällande namn av Lawrence Alexander Sidney Johnson och Mitsuo Koyama. Machaerina preissii ingår i släktet Machaerina och familjen halvgräs. Inga underarter finns listade i Catalogue of Life.